# 赵平 (西汉)
赵平（？—前66年），西汉人物。霍光的女婿。
霍光执政为大司马、大将军时，赵平任散骑、骑都尉、光禄大夫，统领屯戍部队。霍光死後，汉宣帝下令夺其兵权将他的骑都尉印信和绶带收回。所有统领胡人和越人骑兵、羽林军以及未央宫、长乐宫两宫卫所属警卫部队的将领，都改由汉宣帝所亲信的许、史两家子弟担任。后来霍禹谋反，赵平参予其谋，被汉宣帝诛杀。